# 진우도
진우도(眞友島)는 서낙동강 하류에 낙동강의 퇴적 작용으로 만들어진 면적 약 0.8 km2의 무인도이다. 행정구역상 부산광역시 강서구 신호동에 속하지만, 신호동의 뭍에서 남쪽으로 약 1.5 km 떨어져 있고, 섬의 서쪽에 있는 눌차도와는 400 m 거리로 가덕도동과 더 가깝다.
사람의 방문이 뜸하므로, 도둑게와 금모래밭과 같은 자연환경이 잘 보존되어 있다.

## 역사
1950년대에는 이 섬에 한국전쟁의 전쟁 고아들이 생활하던 '진우원'이란 고아원이 있었으나, 1959년 9월 중순 태풍 사라로 인해 인명피해가 발생한 이후 무인도가 되었고 진우원은 김해시 진영읍으로 옮겼다.